# Batallón de Seguridad del Estado Mayor General de la Armada
El Batallón de Seguridad del Estado Mayor General de la Armada (BISA) es una unidad de la Infantería de Marina de la Armada Argentina (IMARA) cuya misión es custodiar al Estado Mayor y las autoridades navales nacionales y extranjeras. También, cumple funciones ceremoniales vigilando al monumento a los caídos en Malvinas, localizado en la plaza General San Martín, en el barrio porteño de Retiro.

## Historia
Por resolución del comandante en jefe de la Armada del 29 de octubre de 1971, fue creado el destacamento de seguridad de la sede del comando. El 1 de enero de 1974, adoptó la denominación de «Batallón de Seguridad». Por entonces, el Batallón dependía de la Jefatura Militar del Comando General de la Armada.
De acuerdo al Plan de Capacidades de la Armada de 1975, la fuerza creó 12 fuerzas de tareas conformados por fuerzas terrestres para participar del terrorismo de Estado a nivel nacional. El BISA integró la Fuerza de Tareas 3 «Agrupación Buenos Aires». Investigaciones del Ministerio de Defensa de la década de 2010 relevaron que el Batallón de Seguridad conformó el Grupo de Tareas 3.4, junto a la Jefatura Militar del Comando en Jefe de la Armada. También, se descubrieron comisiones de personal de la Aviación Naval en el BISA.